# Villa romana di Castelletto di Brenzone
La villa romana di Castelletto sorge lungo le sponde orientali del Lago di Garda nel territorio del comune di Brenzone sul Garda in provincia di Verona. Grazie al buono stato di conservazione delle sue murature, il sito archeologico costituisce uno degli esempi più importanti di strutture residenziali di epoca romana rinvenute nel territorio veneto.

## Storia

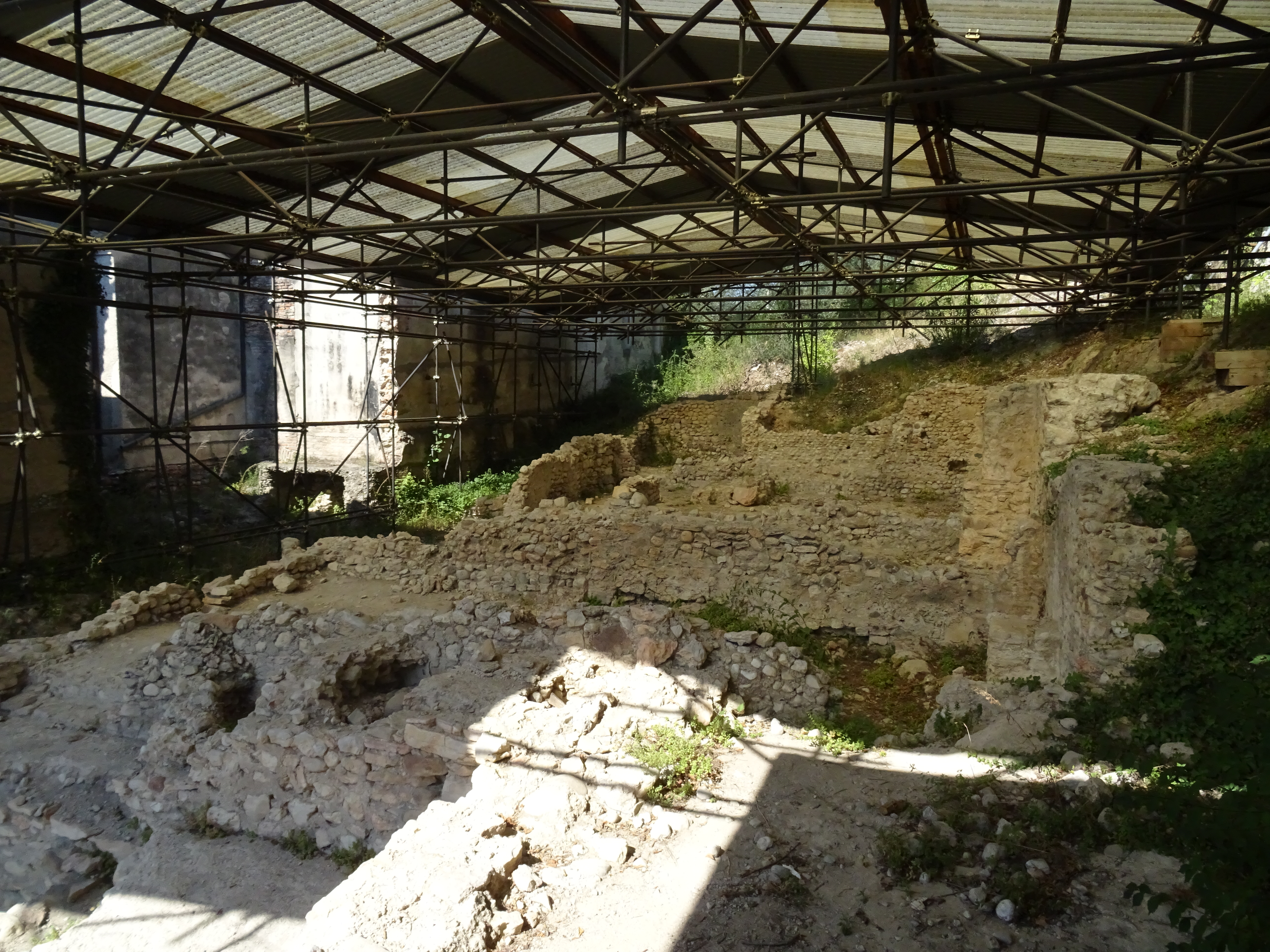
Altra vista degli scavi

La residenza nasce come villa signorile durante l'epoca romana e per le sue dimensioni e per l'importanza monumentale delle strutture è paragonabile alle già note abitazioni private che sorgono nell'area bresciana del Lago di Garda, come le Ville di Sirmione, Toscolano Maderno e Desenzano. L'aspetto stilistico e tipologico dei pochi materiali rinvenuti, conducono a pensare che la villa risalga all'età augustea e l'età giulio-claudia. Nel Primo Alto Medioevo la struttura si trasformò e divenne un vero e proprio insediamento di nuclei di familiari. Quest'ultimi decisero, successivamente, di sfruttare l'originaria struttura della villa e di aggiungere, addossata al cimitero, una piccola Chiesa chiaramente cimiteriale data la sua posizione. Da qui l'origine dei ritrovamenti di sepolcri e tombe nella navata settentrionale aggiunta nel XII secolo. Successivamente la Chiesa venne utilizzata a scopo comunitario, difatti non venivano svolte funzioni battesimali ma veniva svolta solamente la funzione di cura delle anime.
I dati sulla villa e sul suo sviluppo planimetrico complessivo e le sue trasformazioni risultano ancora non del tutto conosciute e di difficile definizione, a causa della difficile posizione in cui si trova il complesso, ossia all'interno di un cimitero. Un altro problema riscontrato è stata la mancanza di risorse economiche, difatti è stato possibile procedere solamente con gli scavi dei depositi della villa appartenenti alle sue più tarde fasi di frequentazione. Inoltre, questo non ha permesso di intraprendere studi specialistici e tipografici che avrebbero potuto mettere in luce aspetti della localizzazione della Villa, come un collegamento con le vie principali. Attualmente, però, si sta discutendo sull'esistenza o meno di un percorso litoraneo esistente in epoca antica.
Gli studi hanno permesso di riconoscere almeno due macro-fasi di strutturazione edilizia della villa in età imperiale; invece è stato molto più complicato per quanto riguarda le trasformazioni strutturali e planimetriche dell'epoca tardo antica e Altomedievale. Sicuramente, però, l'annessione successiva della chiesa di San Zeno de l'Oselet all'interno del complesso residenziale, ha portato con sé trasformazioni nella sistemazione degli ambienti della villa. Questi cambiamenti, come le demolizioni e le asportazioni, non hanno comunque compromesso la continuità abitativa degli ambienti.
Gli studi non hanno dimostrato alcun abbandono della villa per cause traumatiche, non sono state riscontrate tracce di crolli, di depositi accumulati nei vani o di incendi. Non vi sono nemmeno elementi che dimostrano un cambiamento profondo della funzione della villa, come per esempio sepolture all'interno degli spazi abitativi. Sono state rinvenute all'interno di una piccola nicchia a forma semicircolare che si trova sul perimetro esterno della villa sul fronte lago solamente delle sepolture infantili, di cui un bambino e almeno due feti. Nella parte residenziale della villa, immediatamente a est delle absidi della Chiesa, son stati rinvenuti tre diversi vani tutti privi dell'originaria pavimentazione risalente all'età romana e alcuni elementi che forniscono riferimenti cronologici. Tra questi ritroviamo manufatti d'uso comune di grandi dimensioni: mortai invetriati con orlo a tesa, vasi a listello, ceramiche grezze e qualche piatto in terra sigillata africana, tutti databili al periodo tra la fine del V secolo e la prima metà del VI secolo. È stata rinvenuta anche una fibula gota femminile in argento dorato a staffa con sezione triangolare e tre rocchetti sulla testa risalente alla seconda metà del V secolo che testimonia una delle fasi più antiche della presenza ostrogota in Italia.
Son stati anche rinvenuti depositi pluristratificati in tutti i vani della villa, ovvero depositi organici scuri che, grazie alle analisi micro-morfologiche hanno messo in luce l'origine formativa di queste stratificazioni. Le analisi hanno mostrato come ci si possa ricollegare ad attività di tipo domestico legate ad azioni di spargimento di materiali derivanti da combustione e focolari che mettono in luce gli alti standard di pulizia e manutenzione degli ambienti e quindi anche all'assenza di stalle. Sono state ritrovate nei riporti e negli scarichi, però, anche scorie di fusione relative alla lavorazione del ferro e del piombo a testimonianza dello svolgimento di alcune attività di carattere produttivo e artigianale. Nell'area della villa ad uso funzionale son stati rinvenuti spazi e strutture riconducibili ad attività di conservazione e immagazzinamento delle risorse utilizzati già in epoca romanica, come per esempio vani cantinati interrati delimitati da murature e probabilmente ricoperti, in origine, da tavolati lignei. Inoltre, è stato ritrovato un banco in muratura, probabilmente una dispensa rialzata da terra per permettere l'appoggio di recipienti o masserizie.
Le ultime fasi della villa sono testimoniate dal ritrovamento di pochissimi oggetti. Non si hanno dei dati relativi alla durata di frequentazione della Villa, ma grazie ad alcuni reperti sembrerebbe essersi protratta oltre il VII secolo; nonostante ciò non si è a conoscenza delle modalità che portarono gli individui ad abbandonare la struttura. Gli scavi hanno mostrato come le strutture furono cancellate dai depositi detritici di natura morenica provenienti dal Monte, ma il ritrovamento di una pentola in ceramica pettinata del XII-XIII secolo ha dimostrato probabilmente che le strutture fino a quell'epoca erano ancora in parte visibili.
Il fatto che la villa nel VII secolo si adottò di un oratorio e di un'area cimiteriale, mostra come il complesso probabilmente fosse di proprietà di esponenti di un ceto sociale elitario in età longobarda che utilizzavano la struttura per il controllo e la gestione di attività strategiche ed economiche collegate a possedimenti fondiari. Tuttavia, i materiali rinvenuti sia nell'oratorio che nel cimitero non risultano essere di grande valore. Questo sta a testimonianza del fatto che la famiglia che abitava la villa non godeva di un'elevata qualità di vita e di agiatezza economica. Non abbiamo, però, dati archeologici sulle forme di sfruttamento e sulla realtà del territorio che ci permettono di esprimere con certezza il ruolo sociale dei soggetti che vivevano la villa.
Non vi è alcun dubbio, però, che la villa fosse ubicata in una posizione strategica e che fosse per la popolazione rurale dell'entroterra un luogo di riferimento: difatti la struttura si relazionava con i percorsi stradali dell'area del Baldo e della Val d'Adige. Inoltre, la sua posizione risultava ottimale per la possibile presenza di un approdo sul lago. 

### Ritrovamento della villa
I resti della villa sono stati rinvenuti nel 2004 durante i lavori di ampliamento del cimitero di Castelletto di Brenzone, in seguito alla richiesta urgente di intervento per un lavoro di restauro strutturale e di consolidamento a causa dei danni provocati dal sisma di Salò nel mese di novembre 2004. L'importanza del sito e le sue potenzialità tuttavia erano già state messe in evidenza precedentemente: negli anni sessanta del secolo scorso degli scavi erano stati effettuati proprio nell'area del cimitero; in una cappella funeraria fu ritrovato un mosaico di prima età imperiale che confermò definitivamente l'esistenza della villa, prima solo ipotizzata grazie agli studi avvenuti sulla Chiesa di San Zeno de l'Oselet che portarono alla luce diversi materiali costruttivi e architettonici come i due capitelli marmorei del I secolo d.C. riutilizzati nelle arcate che separano le due navate dell'edificio.
L'amministrazione comunale, durante i lavori di ampliamento del cimitero di Castelletto, ha subito segnalato la presenza della struttura e questo ha permesso di effettuare in maniera tempestiva dei sondaggi per comprendere l'entità e lo stato di conservazione dei resti rinvenuti nel territorio. Una volta compresa l'importanza e le potenzialità del sito archeologico rinvenuto, nel 2005 il Comune di Brenzone, la Regione Veneto e la Sovrintendenza per i beni archeologici del Veneto si sono riuniti per dar vita ad un complesso progetto di ricerca con il fine di valorizzare al meglio il sito. Nel 2007 è stato avviato il progetto e sono incominciati gli scavi all'interno della chiesa di San Zeno de l'Oselet: la storia della villa si intreccia con la vicina chiesa di San Zeno, la quale si imposta sulle strutture della villa riutilizzandone gli elementi decorativi e costruttivi..

## Descrizione
La villa romana è una struttura di tipo “residenziale lacustre” di notevoli dimensioni (estesa su una superficie stimata di circa 790 mq), sono almeno 21 gli ambienti messi in luce. Il complesso si inserva nell'ambiente naturale circostante, come le altre ville situate sulla costa occidentale, in maniera scenografica, essendo articolata su più terrazze degradanti verso il lago di Garda.
Gli studi sull'origine della villa hanno permesso di identificare il limite meridionale che coincide con un corso d'acqua torrentizio ancora presente e collegato a una sorgente carsica sulle pendici del Monte Baldo e, inoltre, il limite occidentale dove non si trovava alcun'edificazione tra le rive del lago e la struttura della villa. A Nord, invece, le murature sono assenti. Grazie alle stratificazioni murarie si può comprendere la lunga fase di vita dell'edificio, in particolare gli ultimi scavi rivelano l'ultimo periodo di frequentazione della villa, ossia quella databile all'età Alto Medievale, probabilmente Longobarda. Recentemente, nella parte residenziale della villa, è stato rinvenuto un ambiente pavimentato a mosaico e un impianto di riscaldamento ad hypocaustum. Questa sezione doveva estendersi nell'area attualmente occupata dal cimitero. Sono stati rinvenuti, fino a questo momento, otto vani che evidenziano la presenza di pavimenti a quote diverse, dislocati su due terrazze principali. Dietro l'edificio cimiteriale degli anni 1980 è possibile notare la presenza di un ambulacro voltato, il quale presuppone l'esistenza di un piano più alto, però, non più visibile. Le murature e i pavimenti si presentano, ormai, privi dell'originale apparato di rivestimento e in uno stato di degrado e conservazione precaria ma, nonostante ciò, rivelano numerose e difficili vicende edilizie che sembrano databili, a partire dal I secolo, a tre o quattro fasi costruttive differenti. In epoca Alto Medievale, sulle strutture della Villa, si impostò sia l'edificio di culto conosciuto come la Chiesa di San Zeno de l'Oselet, sia un nucleo di 15 tombe a inumazione, collegate alla chiesa e riconducibili a epoche diverse (tra VI e XV secolo).